# Trialeurodes similis
Trialeurodes similis là một loài côn trùng cánh nửa trong họ Aleyrodidae, phân họ Aleyrodinae.
Trialeurodes similis được Russell miêu tả khoa học đầu tiên năm 1948.